# Some Girls
Some Girls è un album in studio del gruppo rock britannico Rolling Stones, pubblicato nel 1978; è il 14° della discografia inglese e il 16° di quella statunitense.

## Storia
Fu il primo album dei Rolling Stones a vedere in formazione Ronnie Wood come membro ufficiale della band, aggiungendosi ai membri fondatori Mick Jagger (voce), Keith Richards (chitarra), Bill Wyman (basso) e Charlie Watts (batteria). Wood aveva contribuito ad alcune tracce dei precedenti due dischi degli Stones, It's Only Rock 'n' Roll del 1974 e Black and Blue del 1976, e si era unito al gruppo in pianta stabile a partire dal 1976.
Con l'avvento del punk rock, i Rolling Stones, insieme a molti altri musicisti loro contemporanei, furono etichettati dalla stampa di settore più oltranzista e dai fan come dei "dinosauri", vecchi artisti spremuti che non avevano più nulla da offrire e irrimediabilmente compromessi con le logiche di mercato. Mick Jagger si sentì ispirato dalle provocazioni e decise di rispondere alle critiche con dei fatti.
Jagger viene riconosciuto come la forza creativa predominante dietro Some Girls, dato che Keith Richards era nel pieno della tossicodipendenza da eroina, anche se presenziò comunque a tutte le sessioni, e per questo aveva avuto anche parecchie grane con la giustizia. Nonostante la presenza di molti brani rock come When the Whip Comes Down, Lies, Respectable, gran parte del successo dell'album si deve comunque a un brano di ispirazione disco music, Miss You, che venne composto a partire da una idea di Jagger, all'epoca assiduo frequentatore dello Studio 54, famosa discoteca di New York.
Per la prima volta dai tempi di Beggars Banquet (1968), i musicisti principali a suonare sul disco furono i membri della band stessa (all'epoca formata da Mick Jagger, Keith Richards, Charlie Watts, Ronnie Wood e Bill Wyman), con poche aggiunte di turnisti. Ian McLagan, ex compagno di Wood nei The Faces, suonò le tastiere, l'armonicista Sugar Blue contribuì suonando in diversi brani, come anche il sassofonista Mel Collins e Simon Kirke, che suonò le percussioni. Ian Stewart fu assente durante la maggior parte delle sedute di registrazione a causa di divergenze musicali con il gruppo.
Le sessioni di registrazione in studio per Some Girls ebbero inizio nell'ottobre 1977, e terminarono nel marzo del 1978. Grazie al nuovo contratto discografico appena firmato dalla band con la EMI, gli Stones poterono registrare l'album ai Pathé Marconi Studios di Parigi, di proprietà della casa discografica. Il gruppo incise circa una cinquantina di brani, molti dei quali finiranno su loro dischi successivi come Emotional Rescue e Tattoo You. I ritocchi finali al missaggio dei brani e le varie sovraincisioni furono effettuati a New York.

## Copertina
La copertina fu opera dell'artista Peter Corriston, che avrebbe poi disegnato le copertine dei seguenti tre dischi del gruppo. Si trattava di un'elaborata illustrazione multicolore che raffigurava le facce dei membri del gruppo truccati da donne, mischiate a volti femminili noti come Lucille Ball, Farrah Fawcett, Judy Garland, Raquel Welch e Marilyn Monroe. La cosa non fu apprezzata e Lucille Ball, Farrah Fawcett, Liza Minnelli (in rappresentanza della madre Judy Garland), Raquel Welch, e gli eredi di Marilyn Monroe, intentarono tutti causa al gruppo perché non avevano chiesto l'autorizzazione a utilizzare la loro immagine. Il tribunale diede ragione alle attrici coinvolte o ai loro eredi, e la copertina dovette essere rimossa e modificata.
La nuova versione della copertina vedeva eliminati tutti i volti delle celebrità, rimpiazzati da altre foto degli Stones o, in una seconda versione distribuita anch'essa, da immagini di volti femminili disegnati, presi da un catalogo di acconciature per signora.

## Pubblicazione e accoglienza
Riguadagnando credito dopo il relativo insuccesso di critica del precedente album, Some Girls raggiunse il primo posto nella classifica statunitense Billboard 200. Il disco fu inoltre elogiato dai critici musicali, che lo definirono il miglior album del gruppo fin dai tempi di Exile on Main St. (1972), un "vero ritorno in piena forma". Trainato dal singolo Miss You, è l'album di studio dei Rolling Stones che ha venduto di più negli USA, con 6 milioni di copie.
Nel 2003 la rivista Rolling Stone l'ha inserito al 269º posto della sua lista dei 500 migliori album di sempre.
La title track dell'album, la canzone Some Girls, fu al centro di roventi polemiche a causa del testo, considerato razzista e offensivo verso le donne. In particolare la frase «Black girls just wanna get fucked all night» ("Le ragazze nere vogliono solo essere scopate tutta la notte") fu accusata di razzismo dal Reverendo Jesse Jackson, che chiese di boicottare l'album e scatenò violenti proteste da parte di vari gruppi e associazioni femministe.
| Recensione                    | Giudizio |
| ----------------------------- | -------- |
| AllMusic                      | [ 8 ]    |
| The A.V. Club                 | A        |
| Blender                       | [ 10 ]   |
| Christgau's Record Guide      | A        |
| The Great Rock Discography    | [ 12 ]   |
| MusicHound Rock               | [ 13 ]   |
| NME                           | [ 14 ]   |
| Record Collector              | [ 14 ]   |
| The Rolling Stone Album Guide | [ 15 ]   |
| Uncut                         | [ 16 ]   |

Nel maggio 1978 fu pubblicato il primo singolo estratto dall'album, Miss You, un pezzo ballabile influenzato dalla disco music costruito su un ritmo da discoteca e armonie pop/blues, che ebbe un ottimo riscontro commerciale, garantendo ai Rolling Stones il primo posto in classifica negli Stati Uniti e la terza posizione nel Regno Unito. Some Girls uscì nei negozi in giugno riscuotendo una grande accoglienza da parte del pubblico, conquistando la vetta della classifica in Nord America e la seconda posizione in Gran Bretagna. Beast of Burden fu pubblicato come secondo singolo negli Stati Uniti dove raggiunse l'ottava posizione della Billboard Hot 100. Respectable (GB) e Shattered (USA) furono i singoli seguenti; entrambi entrarono nella Top 40.
Recensendo Some Girls per The Village Voice nel 1978, Robert Christgau scrisse: "Il miglior album degli Stones sin da Exile on Main St. è anche il loro più facile dai tempi di Let It Bleed o prima ancora. Non hanno optato per un classico uptempo rock, tipo Brown Sugar o Jumping Jack Flash — solo rock and roll senza fronzoli e senza la presenza di alcuna sezione fiati o di Billy Preston. Persino Jagger adotta un approccio relativamente diretto, e se per voi ha conservato credibilità dopo sei anni di cazzeggio in giro, non ci dovrebbe essere niente di male se vi piace questo disco, in definitiva senza melodie memorabili. Dal punto di vista del contenuto testuale, ci sono alcuni brutti momenti, specialmente nella title track, che è troppo fottutamente indiretta per piacermi, ma in generale l'abrasività sembra personale, sincera, e la vulnerabilità più genuina che mai. Inoltre, la band è veramente buona. Molto buona".
Il 10 giugno 1978 gli Stones partirono per il loro "US Tour 1978" in supporto al disco appena uscito, che per la prima volta vide anche esibizioni in piccoli locali, talvolta effettuate sotto pseudonimo. Questo fu un tour più breve e meno ambizioso rispetto ai precedenti, con soli 26 spettacoli nel corso di un mese e mezzo, tutti negli Stati Uniti. Nondimeno, Some Girls divenne il terzo album meglio rappresentato nei concerti dopo Let It Bleed ed Exile on Main Street. Tutte le sue dieci tracce furono eseguite dal vivo – caratteristica che condivide solo con Let It Bleed e Sticky Fingers – anche se la title track non fu suonata dal vivo fino al 1999.
Nel 2000 il disco è stato votato alla posizione numero 300 nella lista All Time Top 1000 Albums redatta da Colin Larkin.
Nel 2003 Some Girls si è classificato alla posizione numero 269 nella lista dei migliori 500 album di sempre redatta dalla rivista Rolling Stone, scendendo alla 270ª nella revisione del 2012.
Nel 1986, la prima ristampa dell'album in formato compact disc fu pubblicata dalla Columbia Records, con numero di catalogo CK-40449 Rolling Stones/Columbia. Nel 1994, con l'acquisizione della Rolling Stones Records da parte della Virgin Records, Some Girls venne rimasterizzato e ristampato nuovamente. Nel 2009, l'album è stato rimasterizzato in digitale e ristampato dalla Universal Music.

## Tracce
Lato A
Testi e musiche di Mick Jagger & Keith Richards, eccetto dove indicato.
1. Miss You – 4:52
2. When the Whip Comes Down – 4:25
3. Just My Imagination (Running Away with Me) – 4:44 (Whitfield/Strong)
4. Some Girls – 4:42
5. Lies – 3:16

Lato B
1. Far Away Eyes – 4:29
2. Respectable – 3:13
3. Before They Make Me Run – 3:28
4. Beast of Burden – 4:29
5. Shattered – 3:52

### Ristampa Deluxe Edition 2011
Some Girls è stato ristampato il 21 novembre 2011 in versione deluxe a 2 CD, con inclusi sul secondo disco dodici brani inediti registrati durante le sessioni dell'epoca per l'album (ad eccezione di So Young). Le tracce base strumentali risalgono alle registrazioni effettuate a Parigi tra l'ottobre 1977 e il marzo 1978, mentre per la maggior parte le tracce vocali sono state reincise da Mick Jagger nel 2010 e 2011. In questa versione ampliata l'album è rientrato in classifica alle posizioni numero 58 in Gran Bretagna e 46 negli Stati Uniti. No Spare Parts è stata pubblicata come singolo il 13 novembre 2011, raggiungendo il secondo posto della classifica di Billboard Hot Singles Sales.

#### Tracce extra ristampa 2011
1. Claudine – 3:42
2. So Young – 3:18
3. Do You Think I Really Care? – 4:22
4. When You're Gone – 3:51 (Jagger, Richards, Ronnie Wood)
5. No Spare Parts – 4:30
6. Don't Be a Stranger – 4:06
7. We Had It All – 2:54 (Troy Seals, Donnie Fritts)
8. Tallahassee Lassie – 2:37 (Bob Crewe, Frank C. Slay Jr., Frederick A. Picariello)
9. I Love You Too Much – 3:10
10. Keep Up Blues – 4:20
11. You Win Again – 3:00 (Hank Williams)
12. Petrol Blues – 1:35

## Formazione
The Rolling Stones
- Mick Jagger - voce, cori, chitarra elettrica; piano su Far Away Eyes;  Brani bonus , pianoforte elettrico su I Love You Too Much; armonica su When You're Gone e Keep Up Blues
- Keith Richards - chitarra, cori, basso su Some Girls e Before They Make Me Run; pianoforte su Far Away Eyes, voce su We Had It All; piano su No Spare Parts e I Love You Too Much; pianoforte elettrico su Win Again
- Ronnie Wood - chitarra, acustica, slide guitar, cori; basso su Shattered
- Bill Wyman - basso; sintetizzatore su Some Girls;  Brani bonus: marimba su Do Not Be a Stranger
- Charlie Watts - batteria, tamburi

Altri musicisti
- Sugar Blue - armonica su Miss You e Some Girls, armonica su Don't Be a Stranger e We Had It All
- Ian McLagan - pianoforte elettrico su Miss You; organo su Just My Imagination
- Mel Collins - sassofono su Miss You

## Classifiche

### Classifiche settimanali
| Classifica (1978) | Posizione massima |
| ----------------- | ----------------- |
| Australia         | 3                 |
| Austria           | 4                 |
| Canada            | 1                 |
| Francia           | 2                 |
| Germania          | 6                 |
| Italia            | 6                 |
| Norvegia          | 3                 |
| Nuova Zelanda     | 1                 |
| Paesi Bassi       | 3                 |
| Regno Unito       | 2                 |
| Spagna            | 5                 |
| Stati Uniti       | 1                 |
| Svezia            | 3                 |
| Svizzera          | 3                 |

### Classifiche di fine anno
| Classifica (1978) | Posizione |
| ----------------- | --------- |
| Australia         | 9         |
| Austria           | 10        |
| Canada            | 3         |
| Francia           | 26        |
| Germania          | 24        |
| Italia            | 25        |
| Nuova Zelanda     | 6         |
| Paesi Bassi       | 22        |
| Regno Unito       | 26        |
| Classifica (1979) | Posizione |
| Stati Uniti       | 22        |